# Immetalia prochyta
Immetalia prochyta là một loài bướm đêm trong họ Noctuidae.